# Rubus rossbergianus
Rubus rossbergianus är en rosväxtart som beskrevs av Blanchard. Rubus rossbergianus ingår i släktet rubusar, och familjen rosväxter. Inga underarter finns listade i Catalogue of Life.